# お気に召すまま (1962年のテレビドラマ)
『お気に召すまま』（おきにめすまま）は、1962年（昭和37年）7月14日 - 11月24日の土曜日21:30 - 22:00に日本教育テレビ（現：テレビ朝日）で放送された、全20回のテレビドラマシリーズ。「前衛ドラマ・シリーズ」という副題のオムニバスドラマシリーズであり、安部公房が企画・構成・監修・原案を務めた。提供はレナウン。広告代理店は電通。
本シリーズについて安部公房は事前告知で、「前衛的でわかりやすく、おもしろいというドラマを作るのがねらいです。われわれの欲望が実現しすぎる悲喜劇を風刺的にとり扱うつもりで、オチのはっきりしたたのしめるもの」と説明している。
なお、第5回のドラマ「幽霊会社」に対してスポンサーからクレームがつき、第6回は予定を変更し、安部公房がタッチしない単発ドラマ「新婚旅行」が放映された。

## 第1回・あなたがもう一人
1962年（昭和37年）7月14日放映。
作・脚本：安部公房。演出：星野和彦。音楽：牧野由多可。
出演：木村俊恵（ユウ子）、勝呂誉（敬一）、伊藤弘子（ロボット）、浜田寅彦、中村美代子、松本克平、ほか

### あらすじ
機械文明が極度に発達した50年後、ある金持ちの娘で女学生・ユウ子が、自分と全く同じ脳波と型の特注のロボットを買い、いやなことや面倒なことをロボットにさせる。ロボットは主人の命令を忠実に守るが、ユウ子が「いやなことは、たのしいことの裏側だ」と気づいたときはすでに遅く、ユウ子の生活はロボットに奪われていた。

## 第2回・水いらず
1962年（昭和37年）7月21日放映。
原案：安部公房。脚本：山田正弘。
出演：庄司永建、富士真奈美

## 第3回・天才の秘密
1962年（昭和37年）7月28日放映。
原作：マーク・トゥエーン。脚本：清水邦夫。演出：星野和彦。
出演：三國連太郎、小林トシ子、稲垣昭三、熊倉一雄、織田政雄、中村俊一、成瀬昌彦

## 第4回・不満処理します
1962年（昭和37年）8月4日放映。
原案：眉村卓。脚本：福田善之。音楽：林光。
出演：伊藤雄之助、樋口年子、片山明彦、早野寿郎、弥富光央、北玲子
※ ドラマのはじめと終りに安部公房が登場し解説。

## 第5回・幽霊会社
1962年（昭和37年）8月11日放映。
原作：星新一。脚本：岡田光治。音楽：三善晃。
出演：佐山俊二、根岸明美、桑山正一、市村俊幸、渡辺篤、近衛敏明、露口茂、日恵野晃、太宰久雄、浅沼創一、林光一、楠田薫

## 第6回・新婚旅行
1962年（昭和37年）8月18日放映。
脚本：若尾徳平。
出演：木村功、久保菜穂子、市原悦子

### 当初放送予定・フランキーの完全犯罪
作：安部公房。
出演予定：フランキー堺（フランキー）、（沼田圭子）、（岡野春雄）
※ 第5回の「幽霊会社」にスポンサーがクレームをつけたことと、主演を予定していたフランキー堺のスケジュールの都合で実現されなかった。

#### あらすじ
建設会社の会計主任をしている39歳の独身サラリーマン・岡野春雄と、バーのホステスで26歳の独身の沼田圭子は、アパートの隣り同士。フランキーはここに目をつけ、圭子を利用し、社員の給与284万円分を銀行から下ろす岡野から、金をせしめようと画策する。しかし、実は岡野と圭子は悪党夫婦で、岡野は名前を変え建設会社にもぐりこみ、会計主任の椅子にありつき、悪事を企んでいたところだった。フランキーは完全犯罪も目論んだが、逆に彼らの手中に自ら飛んできたカモだった。2人はフランキーよりも上手の悪党たちであった。

## 第7回・トツトツ・クラブの紳士たち
1962年（昭和37年）8月25日放映。
原案：安部公房。脚本：寺山修司。音楽：間宮芳生。
出演：原保美、小笠原良智、城所英夫、左卜全、東恵美子、広村芳子

## 第8回・生活の知恵
1962年（昭和37年）9月1日放映。
脚本：岡田光治。
出演：藤村有弘、細川ちか子、江幡高志

## 第9回・挑戦者
1962年（昭和37年）9月8日放映。
原作：カレル・チャペック『記録』。脚本：清水邦夫。
出演：三木のり平、中谷一郎、山東昭子、殿山泰司

## 第10回・セールスの秘訣
1962年（昭和37年）9月13日放映。
原作：シェイクスピア。脚本：西島大。
出演：小川虎之助、露口茂

## 第11回・悪銭
1962年（昭和37年）9月22日放映。
原作：マーク・トゥエーン。脚本：柾木恭介。
出演：十朱久雄、宮阪将嘉

## 第12回・時間貿易商
1962年（昭和37年）9月29日放映。
原案：安部公房。脚本：中原佑介。
出演：市川和子、杉狂児

## 第13回・零
1962年（昭和37年）10月6日放映。
原案：安部公房。脚本：津田幸夫。
出演：上田吉二郎、細川俊夫、笠間雪雄

## 第14回・催眠術の秘密
1962年（昭和37年）10月13日放映。
脚本：野上龍雄。
出演：中村是好、九条映子、大塚国夫、清川玉枝

## 第15回・友遠方より来たる
1962年（昭和37年）10月20日放映。
原案：安部公房。脚本：柾木恭介。
出演：藤村有弘、山岡久乃、若宮忠三郎（若宮大祐）

## 第16回・ダイヤモンドを作った男
1962年（昭和37年）10月27日放映。
原作：H・G・ウェルズ。脚本：田内初義。
出演：三木のり平、牧かおる

## 第17回・ヒッチハイク
1962年（昭和37年）11月3日放映。
脚本：清水邦夫。
出演：有馬稲子、安部公房、川田圭一、清水邦夫、福井康順夫人
※ 安部公房がドライバー役で出演。

## 第18回・羊腸人類
1962年（昭和37年）11月10日放映。
作・脚本：安部公房。演出：山内英嗣。音楽：間宮芳生。
出演：八波むと志、田口計、市川寿美礼、ほか
安部の脚本テキストは、1970年（昭和45年）6月5日に大光社より刊行の『現代文学の実験室1 安部公房集』に収録。
短編小説『盲腸』をテレビドラマ化したもの。のち戯曲化されて『緑色のストッキング』となる。

### あらすじ
世界の食糧危機に対処するため、大学病院で、或る男Aに羊の盲腸を移植する実験が行なわれた。人類が草や藁を自由に消化できる体になれば、飢えも戦争もなくなるという目算だった。実験の成功を宣伝するために、男はマスコミに紹介された。男の腹は消化のため変な音を常に鳴らし、低カロリーの藁を絶えず噛んでいるためアゴが腫れるほどだったが、世間に注目され満足していた。しかし医者は、食べることの解放どころか、朝から晩まで咀嚼で、人間の精神の欲望までも無くしてしまう、この実験が失敗だということに気づいた。医者は、学会に発表する前に、藁に下剤を混ぜて失敗してみせようと提案するが、男は、「こいつはもう私の盲腸なんだ」と拒否した。
男は病院が手配する酵素加工されている藁を食べずに、箒の先を切って作った自家製のエサを食べ、3日後に腹痛を起こした。男は病院に運ばれ、移植盲腸は切除された。医者はマスコミに、男は移植のアレルギー症状を起こしたと説明した。羊腸切除に怒る男に対して医者は、君はおかげで精神の飢えからは逃れられたと言った。男は、精神なんかくそくらえだ！　いらんおせっかいをしやがって！　と怒った。そして弱々しく、「あのままにしておいてくれりゃ、動物園だって引き受けてくれたかもしれないのに」と言った。　

## 第19回・髭
1962年（昭和37年）11月17日放映。
原案：安部公房。脚本：寺山修司。
出演：富士真奈美、千葉信男、谷幹一

## 第20回・しあわせは永遠（とわ）に
1962年（昭和37年）11月24日放映。
作・脚本：安部公房、柾木恭介。演出：安部公房。
出演：十朱久雄（男・木村）、根岸明美（男の妻）、観世栄夫、千田是也、ほか
※ 安部公房のテレビドラマの初演出作品。

### あらすじ
24時間以内の過去なら再現できることのできるタイムマシンを使って、小市民の夫婦の欲望を追って行くコミックタッチのドラマ。夫の発明したタイムマシンを利用して、夫婦は食べたいものを食べ、欲しいものを買った後に、借金をした時間にもどしてお金を戻すことを画策する。